# 리프트 라이벌즈 2019 - 블루 리프트
리프트 라이벌즈 2019 - 블루 리프트는 리프트 라이벌즈 2019 LEC/LCS 지역 경기이다.

## 개요
- 주최 : 라이엇 게임즈
- 주관 : 라이엇 게임즈

### 방식
- 인터 리그
  - 서로 다른 지역의 팀 간 단판 경기를 치른다.
  - 1위한 지역은 결승전 1~3세트에 어드벤티지를 얻는다.

- 결승전
  - 5전 3선승제
  - 1~3경기는 1위 리그가 2위 리그의 팀을 확인 후, 출전 팀을 선정하는 어드벤티지가 있다.

### 일정
- 인터 리그 : 6월 24일 (월) ~ 6월 25일 (화)
- 결승 : 6월 26일 (수)

### 경기장
- 미국 로스엔젤레스 라이엇 북아메리카 스튜디오

## 인터 리그
| 리그 | 경기 | 승 | 패 | 결과            |
| ---- | ---- | -- | -- | --------------- |
| LEC  | 9    | 6  | 3  | 결승 어드벤티지 |
| LCS  | 9    | 3  | 6  |                 |

| LEC        | LEC | LEC | LCS         | LCS | LCS |
| 팀         | 승  | 패  | 팀          | 승  | 패  |
| ---------- | --- | --- | ----------- | --- | --- |
| G2 e스포츠 | 2   | 1   | 팀 리퀴드   | 2   | 1   |
| 오리젠     | 2   | 1   | 팀 솔로미드 | 1   | 2   |
| 프나틱     | 2   | 1   | 클라우드 9  | 0   | 3   |

| 대 진 표    | 대 진 표 | 대 진 표 | 대 진 표    | 일 정     | 일 정           |
| ----------- | -------- | -------- | ----------- | --------- | --------------- |
| 블루 진영   | 스코어   | 스코어   | 레드 진영   | 매치 번호 | 날짜            |
| G2 e스포츠  | 승       | 패       | 클라우드 9  | 1경기     | 2019년 6월 24일 |
| 팀 리퀴드   | 패       | 승       | 프나틱      | 2경기     | 2019년 6월 24일 |
| 팀 솔로미드 | 패       | 승       | 오리젠      | 3경기     | 2019년 6월 24일 |
| 클라우드 9  | 패       | 승       | 프나틱      | 4경기     | 2019년 6월 24일 |
| 팀 리퀴드   | 승       | 패       | G2 e스포츠  | 5경기     | 2019년 6월 25일 |
| 오리젠      | 승       | 패       | 클라우드 9  | 6경기     | 2019년 6월 25일 |
| G2 e스포츠  | 승       | 패       | 팀 솔로미드 | 7경기     | 2019년 6월 25일 |
| 팀 리퀴드   | 승       | 패       | 오리젠      | 8경기     | 2019년 6월 25일 |
| 팀 솔로미드 | 승       | 패       | 프나틱      | 9경기     | 2019년 6월 25일 |

## 결승전
| 대 진 표   | 대 진 표 | 대 진 표 | 대 진 표    | 일 정     | 일 정           |
| LEC        | 스코어   | 스코어   | LCS         | 매치 번호 | 날짜            |
| ---------- | -------- | -------- | ----------- | --------- | --------------- |
| 프나틱     | 승       | 패       | 클라우드 9  | 1경기     | 2019년 6월 26일 |
| 오리젠     | 승       | 패       | 팀 솔로미드 | 2경기     | 2019년 6월 26일 |
| G2 e스포츠 | 패       | 승       | 팀 리퀴드   | 3경기     | 2019년 6월 26일 |
| 프나틱     | 승       | 패       | 팀 솔로미드 | 4경기     | 2019년 6월 26일 |